# Желязко Желязков
 Тази статия е за българския генерал.  За футболиста вижте Желязко Желязков (футболист).  
Желязко Нанев Желязков е български офицер, генерал-лейтенант.

## Биография
Желязко Желязков е роден на 30 май 1926 г. в чирпанското село Рупките. Завършва земеделската гимназия в Садово. През 1948 г. завършва Военновъздушното училище „Георги Бенковски“. В периода 17 юни 1951 – 14 ноември 1952 г. е командир на двадесет и пети изтребителен авиополк. От 1953 г. до май 1954 г. е заместник командир на първа изтребителна авиодивизия. От май 1954 е заместник-командир на десета изтребителна авиодивизия, а от 1955 г. и неин командир. Остава на този пост до 1959 г., когато е назначен за началник на изтребителната авиация. По същото време е и началник на „Бойна подготовка“ на ПВО и ВВС. През 1963 г. завършва Военната академия в София. Същата година става началник на Военновъздушното училище „Георги Бенковски“. От 1970 до 1975 г. е командващ авиацията на ПВО и ВВС. В периода 1975 – 1991 г. е заместник-командващ на ПВО и ВВС. От 1974 г. е заслужил летец на Народна република България. Той е първият български пилот, усвоил пилотирането свръхзвуков самолет (МиГ-19). Има общ нальот от 5300 часа. Излиза в запаса през 1991 г. Умира на 24 септември 2017 г. Награждаван е с орден „Народна република България“ – III ст. (1976) и I ст. (1986),

## Образование
- Военновъздушното училище „Георги Бенковски“ до 1948
- Военна академия „Г. С. Раковски“ до 1963

## Военни звания
- младши лейтенант – 1948
- старши лейтенант – есента на 1950
- капитан – 1951
- майор – 1952
- подполковник – 1953 – 1954?
- полковник – 1955 – 1960?
- генерал-майор – 30 август 1969
- генерал-лейтенант – 1974